# Rwandyjski Front Patriotyczny
Rwandyjski Front Patriotyczny (ang. Rwandan Patriotic Front RPF, fr. Front patriotique rwandais FPR) – rwandyjska partia polityczna, będąca największym ugrupowaniem w Izbie Deputowanych. Liderem RPF jest obecny prezydent Rwandy – Paul Kagame (piastujący to stanowisko od 22 kwietnia 2000 roku).

## Historia
RPF został utworzony w 1988 roku przez diasporę uchodźców Tutsi w Ugandzie, jako ruch patriotyczno-militarny. Ruch popierał repatriację Rwandyjczyków na uchodźstwie i reformę rządu rwandyjskiego, uwzględniającą współudział polityczny wszystkich grup etnicznych.
Po zakończeniu ludobójstwa w 1994 roku, RPF przejęło władzę i utworzyło rząd. Prezydentem został Pasteur Bizimungu (jeden z członków RPF), a Paul Kagame przejął obowiązki wiceprezydenta i ministra obrony.
W 2000 roku Paul Kagame został wybrany przez Zgromadzenie Ustawodawcze (wówczas jednoizbowy parlament Rwandy) na tymczasowego prezydenta kraju. W pierwszych wielopartyjnych wyborach zorganizowanych w Rwandzie w 2003 roku, RPF z Kagame na czele odniosło zdecydowane zwycięstwo (kończąc tym samym 9-letni rząd tymczasowy). Nowy rząd został zaprzysiężony 12 września 2003 roku. W wyborach prezydenckich w 2010 roku Kagame uzyskał znaczącą przewagę zdobywając 93% oddanych głosów (przy frekwencji wynoszącej 95%). Kagame uzyskał reelekcję także w wyborach prezydenckich w 2017 roku, uzyskując 98% głosów, tym samym został zaprzysiężony na kolejną, 7-letnią kadencję. W wyborach parlamentarnych 30 września 2018 roku koalicja w skład której wchodzi RPF uzyskała 40 mandatów w Izbie Deputowanych (w tym 36 mandatów należących bezpośrednio do RPF).